# Ángel Horta
Ángel Lesnay Horta López, né le 17 mars 1984 à Florida à Cuba, est un footballeur international cubain qui évolue au poste de défenseur.

## Biographie

### Carrière en sélection
Avec l'équipe de Cuba, il reçoit sa première sélection lors de l'année 2015. 
Il figure dans le groupe des sélectionnés lors des Gold Cup de 2013 et de 2015.